# 三硫化二铀
三硫化二铀是一种无机化合物，为铀的硫化物之一，化学式为U2S3。它可由化学计量比的硫粉和铀粉在900~1000 °C反应制得。它是正交晶系晶体，空间群Pnma，晶胞参数a=1.065 nm, b=0.389 nm, c=1.041 nm，Z=4。
U2S3也是一种晶胞类型，多种化合物具有这一结构。